# Eumicrota spinosa
Eumicrota spinosa är en skalbaggsart som först beskrevs av Charles Hamilton Seevers 1951.  Eumicrota spinosa ingår i släktet Eumicrota och familjen kortvingar. Inga underarter finns listade i Catalogue of Life.